# Giorgio Careri
Giorgio Careri (* 16. Juli 1922 in Rom; † 3. August 2008 ebenda) war ein italienischer Physiker, der sich mit Festkörperphysik befasste.
Careri lebte bis zum Alter von vierzehn Jahren in Tripolis. Nach dem Abschluss eines Studiums als Chemieingenieur 1946 studierte er Physik bei Edoardo Amaldi in Rom. Als Student baute er das erste Massenspektrometer in Italien zur Isotopenanalyse. Entgegen den damals in Italien aktuellen Forschungsgebieten der Kern- und Teilchenphysik befasste er sich mit statischer Physik und wandte sein Massenspektrometer in Geochemie und chemischer Kinetik an. Nach dem Besuch einer internationalen Konferenz zur statistischen Physik 1949 war er in Chicago bei Joseph Edward Mayer und besuchte dort auch die Seminare von Enrico Fermi. 1955 wurde er Professor für Experimentalphysik in Rom. Mitte der 1950er Jahre wandte er sich der Forschung an flüssigem Helium zu (Supraflüssigkeiten) und machte sich auf diesem Gebiet einen Namen. Mitte der 1960er Jahre wandte er sich Problemen an der Grenze von Physik und Biologie zu. Insbesondere untersuchte er das Enzym Lysozym, wobei er die dielektrischen Eigenschaften in fast wasserfreier Umgebung untersuchte, da er hoffte, so einen Zugang zu dessen katalytischen Eigenschaften zu erhalten. Insbesondere wies er die Bedeutung der Perkolationseigenschaften an der Oberfläche gebundenen Wassers für die Enzymfunktion nach.
2006 erhielt er den Premio Enrico Fermi für seine Arbeiten über Supraflüssigkeiten. 2000 erhielt er die Medaille für Verdienste in Wissenschaft und Kunst (Benemeriti della cultura e dell'arte).
Er war Mitherausgeber der Zeitschrift für Wissenschaft und Kunst Leonardo und publizierte häufig darin.

## Schriften
- Order and Disorder in Matter, Benjamin-Cummings 1984 (italienisch 1981)